# Al-Dschaʿd ibn Dirham
al-Dschaʿd ibn Dirham (arabisch الجعد بن درهم, DMG al-Ǧaʿd b. Dirham; geb. in Chorasan; gest. 724 in Kufa, Irak) gilt als der erste Vertreter der Dschabriten im Islam. Er war ein Lehrer des islamischen Theologen Dschahm ibn Safwān – dessen Lehre stark von ihm beeinflusst war – und auch von Marwan, des späteren letzten Umayyaden-Kalifen, der auch als Marwān al-Dschaʿdī bekannt ist.
Während seines Aufenthaltes in Damaskus, der Hauptstadt der Umayyaden, hatte al-Dschaʿd ibn Dirham zum ersten Mal seine häretischen Ideen von der Erschaffenheit des Korans (ḫalq al-qurʾān) verkündet und sah sich nach der Übernahme der Herrschaft durch Hischam aus Furcht vor dem Umayyaden-Herrscher gezwungen, nach Kufa (Irak) zu gehen.
Auch dort wurde seine ketzerische Haltung bekannt und er wurde 724 von dem ummayadischen Statthalter Chālid ibn ʿAbdallāh al-Qasrī am Tag des Opferfestes am Fuße des Minbar (Kanzel) der Moschee enthauptet. Es wird berichtet, dass Chālid ibn ʿAbdallāh am Ende seiner Predigt (chutba) gesagt haben soll:

«أيها الناس، ضحوا يقبل الله ضحاياكم، فإني مضح بالجعد بن درهم، إنه زعم أن الله لم يتخذ إبراهيم خليلا، ولم يكلم موسى تكليما، تعالى الله عما يقول الجعد بن درهم علوا كبيرا، ثم نزل فذبحه في أصل المنبر.»

„‚Oh, ihr Menschen, opfert, Gott wird eure Opfer annehmen. Ich allerdings werde al-Dscha'd ibn Dirham opfern, denn er behauptete, dass Gott Ibrahim (Abraham) sich nicht zum Freund nahm und er zu Mūsā nicht wirklich sprach. Gott ist sehr erhaben darüber, was al-Dschaʿd sagt.‘ Dann stieg er (al-Qasri) herab und richtete ihn (al-Dschaʿd) am Fuße des Minbars hin.“

Gemäß adh-Dhahabī ist al-Dschaʿd gekreuzigt worden.
Auch sein Schüler Dschahm ibn Safwān, der ihm nach Kufa gefolgt war und die Lehren seines Lehrers nach dessen Tod in den philosophischen Kreisen von Termiz und Balch verteidigte, wurde später, im Jahr 743, hingerichtet, und zwar von dem umayyadischen Statthalter Nasr ibn Sayyar.